# 天活玉命
天活玉命（あめのいくたまのみこと）は、日本神話に登場する神。

## 概要
『日本書紀』では生霊神（いくたまのかみ）、『先代旧事本紀』には活玉命の別名で伝わり、八神殿でも重要な神として祀られる。『古事記伝』では活杙神と同神とする説を唱えている。
『先代旧事本紀』では饒速日命に随行した三十二神の一柱として、新田部直の祖とされているほか、『新撰姓氏録』では恩智神主の祖と伝えている。
『日本書紀』によると、壬申の乱の際、高市郡大領の高市県主許梅が突然口を閉ざしてものを言えなくなり、三日後に許梅に神が着いて、「吾は高市社にいる事代主である。また、身狭社にいる生霊神である。」、「神日本磐余彦天皇の陵に馬と種々の兵器を奉れ。」、「吾は皇御孫尊の前後に立って不破まで送り奉ってから還った。今また官軍の中に発ってこれを守護する。」、「西道より軍衆が至ろうとしている。警戒せよ。」と言ったと伝わる。
生霊神が依り憑いた高市県主・高市連について『古事記』や『新撰姓氏録』には天照大御神の子・天津日子根命の後裔とある。

## 祀る神社
- 八神殿
- 生国魂神社（奈良県橿原市大久保町）
- 石上神宮　境内　七座社（奈良県天理市布留町）
- 祝神社（長野県長野市松代町）
- 須須岐水神社（長野県千曲市大字屋代）
- 八所神社（新潟県胎内市）
- 菅原神社（新潟県上越市清里区）
- 高瀬神社（富山県南砺市高瀬）
- 気多大社（石川県羽咋市寺家町） - かつて祭神とされていた
- 物部神社（島根県大田市川合町）
- 御霊神社（神奈川県藤沢市羽鳥三丁目）
- 大宮神社（和歌山県岩出市宮）
- 八保神社（兵庫県赤穂郡上郡町）
- 備中国総社宮（岡山県総社市総社）
- 厳島神社（広島県廿日市市宮島町）
- 大麻神社（香川県善通寺市大麻町）
- 岡田宮（福岡県北九州市八幡西区）